# Varanus semiremex
Varanus semiremex este o specie de reptile din genul Varanus, familia Varanidae, descrisă de Peters 1869. Conform Catalogue of Life specia Varanus semiremex nu are subspecii cunoscute.